# Jonkershuizen
Buwaldaburen of Jonkershuizen (Fries: Jonkershuzen) is een buurtschap bij Tjerkwerd in de gemeente Súdwest-Fryslân, in de Nederlandse provincie Friesland. De buurtschap ligt tussen Tjerkwerd en Blauwhuis. De bebouwing van de buurtschap bestaat uit een viertall bij elkaar gelegen boerderijen aan de noordkant van de Hemdijk. Een boerderij aan de zuidkant van de Hemdijk met huisnummer 2, Maskeboerherne kan eveneens tot de buurtschap worden gerekend.  Jonkershuizen  is met een (sloot)vaart, de Hillebrandsvaart verbonden van het dorp Tjerkwerd.

## Geschiedenis
De buurtschap lag vroeger niet ver af van het Sensmeer dat later is ingepolderd. Het gebied waarin het ligt zou een fenne zijn geweest, dat in 1478 deels in bezit was van Renicx toe Buwanda kijnden. In de 15e en 16e eeuw bestond de buurtschap uit een viertal huizen.

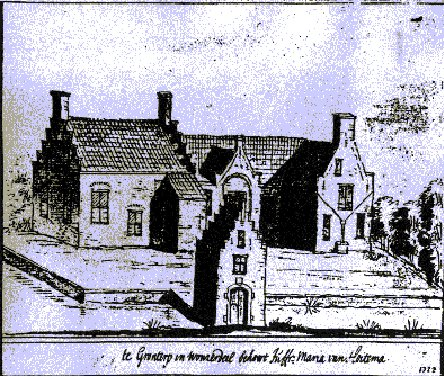
Een prent van de Hoytema State uit 1722, getekend door Stellingwerf.

In 1501 werd de plaats geduid als Beulda, in 1664 als Bouwoude en rond 1700 als Buwalde. In de 18e eeuw duikt voor het eerst Jonkershuizen op als benaming, mogelijk was dat toen een spotnaam. In Jonkershuizen stond de stins Hoytema State, mogelijk verwijzend naar de bewoners, die zich als edellieden gedroegen.
De buurtschap werd in 19e en 20ste zowel Buwaldaburen als Jonkershuizen werd genoemd. Op het einde van de twintigste eeuw heeft Jonkershuizen de overhand gekregen. Waar precies de oude naam op wijst is onduidelijk, mogelijk wijst het naar het feit dat een woud was van ene Bowe. Dat de plaatsnaam verwijst naar de familie Buwalda wordt klein geacht wegens de oudere plaatsnamen, maar mogelijk zijn plaats en familie wel met elkaar verbonden.
Steden: Bolsward · Hindeloopen · IJlst · Sneek · Stavoren · Workum

Dorpen en gehuchten: Abbega · Allingawier · Arum · Blauwhuis · Bozum · Breezanddijk · Britswerd · Burgwerd · Cornwerd · Dedgum · Deersum · Edens · Exmorra · Ferwoude · Folsgare · Gaast · Gaastmeer · Gauw · Goënga · Greonterp · Hartwerd · Heeg · Hemelum · Hennaard · Hichtum · Hidaard · Hieslum · Hommerts · Idsegahuizum · IJsbrechtum · Indijk · It Heidenskip · Itens · Jutrijp · Kimswerd · Kornwerderzand · Koudum · Kubaard · Loënga · Lollum · Longerhouw · Lutkewierum · Makkum · Molkwerum · Nijhuizum · Nijland · Offingawier · Oosterend · Oosterwierum · Oosthem · Oppenhuizen · Oudega · Parrega · Piaam · Pingjum · Poppingawier · Rauwerd · Rien · Roodhuis · Sandfirden · Scharl · Scharnegoutum · Schettens · Schraard · Sijbrandaburen · Terzool · Tirns · Tjalhuizum · Tjerkwerd · Uitwellingerga · Waaxens · Warns · Westhem · Wieuwerd · Witmarsum · Wolsum · Wommels · Wons · Woudsend · Zurich

Buurtschappen: Abbegaasterketting · Anneburen · Arkum · Atzeburen · Baarderburen · Baburen · Bernsterburen · De Bieren · De Blokken · De Hel · De Grits · De Kat · De Klieuw · De Polle · De Wieren · Dijksterburen · Doniaburen · Draaisterhuizen · Driehuizen · Eemswoude · Engwerd · Engwier · Exmorrazijl · Feyteburen · Flansum · Galamadammen · Gooium · Grauwe Kat · Grote Wiske · Grotewierum · Harkezijl · Hayum · Hemert · Hidaarderzijl · Hoekens · Hornsterburen · Idzega · Idserdaburen · Indijk (Bozum) · Jet · Jonkershuizen · Jousterp · Jouswerd · Kampen · Kleine Gaastmeer · Kleine Wiske · Kleiterp · Kooihuizen · Koufurderrige  · Kromwal · Koudehuizum · Laaxum · Laad en Zaad · Lippenwoude · Lytshuizen · Makkum (Bozum) · Meilahuizen · Montsamaburen · Nijeburen · Nijeklooster · Nijezijl · Oosthem (Witmarsum) · Osingahuizen · Piekezijl · Remswerd · Rijtseterp · Scharneburen · Schrok · Sieswerd · Sjungadijk · Smallebrugge · Sotterum · Speers  · Strand · Swaanwerd · Swarte Beien · Tsjerkebuorren · Vierhuizen · Viersprong · Vijfhuis · Vissersburen  · Het Vliet· Westerlittens · Wolsumerketting · Wonneburen · Ypecolsga

 Voormalige buurtschappen: Aaksens · Angterp · De Band · Barsum · De Bird · Bittens · Bloemkamp · Bootland · Bovenburen · Doniawier · Goëngamieden · Hiddum · Houw · Knossens · De Nes · Ottenburen · Sandfirderrijp · Slijp · Spijk · De Weeren 

Friesland: Steden en dorpen      Nederland: Provincies · Gemeenten